# Kassan-Sai-Stausee
Der Kassan-Sai-Stausee (kirgisisch Касан-Сай суу сактагычы; usbekisch Kosonsoy suv ombori), früher Orto-Tokoi-Stausee, ist ein umstrittenes Wasserreservoir im kirgisischen Oblus Dschalal-Abad nahe der Grenze zwischen Kirgisistan und Usbekistan. Es dient primär der landwirtschaftlichen Bewässerung.
Das Reservoir wurde von 1941 bis 1948 auf dem Territorium der kirgisischen SSR mit Finanzierung der usbekischen SSR am Kassan-Sai, einem Nebenfluss des Syrdarja, errichtet. Seitdem wurde das Reservoir hauptsächlich von Usbekistan genutzt. Nach der Auflösung der Sowjetunion war der Verbleib des Reservoirs umstritten. Kirgisistan beschuldigte Usbekistan, Truppen in der Nähe des Reservoirs zu stationieren.
Im Oktober 2017 einigten sich Kirgisistan und Usbekistan auf die gemeinsame Nutzung des Reservoirs. Der Vertrag regelt, dass Kirgisistan die volle Kontrolle über den Stausee hat, aber das Wasser immer noch größtenteils Usbekistan zugutekommt. Die Wartungskosten werden zwischen den beiden Ländern geteilt.